# Nabou Claerhout
Nabou Claerhout (Antwerpen, 1993) is een Belgische jazztromboniste, componiste en bandleider. 

## Biografie
Nabou (voluit Seynabou) Claerhout werd geboren in 1993 in Antwerpen, in een familie die al drie generaties in Vlaanderen woont. Ze groeide op bij haar moeder, die haar zei dat ze een instrument moest kiezen waar ze verliefd op werd. Ze wilde aanvankelijk acteren, maar haar leerkrachten vertelden haar dat ze goed was in muziek. Op 8-jarige leeftijd startte ze aan de muziekschool, terwijl een vriend van haar moeder haar elke week trompetles gaf. Het jaar erop koos ze in de muziekschool voor de trombone. In het begin speelde ze enkel in de les en niet thuis, tot ze besefte dat er weinig trombonisten waren en zeer weinig vrouwelijke trombonisten. Ze volgde les in de Kunsthumaniora in Brussel, en trok daarna naar Codarts in Rotterdam voor haar bachelor. Ze volgde o.a. les bij Robin Eubanks, Bart Van Lier en Ilja Reijngoud. Het grotere aantal trombonisten dan in België was een positieve invloed op haar leerproces. In haar derde jaar schreef ze haar eerste compositie en besefte ze dat ze vooral wil componeren en improviseren. Voor haar master trok ze in 2017 naar de Royal Academy of Music in Londen, en ze studeerde af van Codarts in 2018.
Claerhout gaf reeds les aan het Conservatorium van Kortrijk en de muziekacademies van Wilrijk en Sint-Agatha-Berchem. Van september 2021 tot 2023 was ze onderzoeker aan het Koninklijk Conservatorium van Antwerpen. Ze verdiepte zich in het belang van ritme in jazzimprovisatie en -compositie, onder begeleiding van Nicolas Thys. Momenteel is ze een van de master coaches in het programma klassieke muziek aan datzelfde conservatorium.

## Carrière
Claerhout treedt regelmatig op als muzikant in diverse ensembles. Van jongs af aan kreeg ze de kans om te spelen met allerlei bekende (jazz)muzikanten zoals Robin Eubanks, Bert Joris, Dave Douglas, Evan Parker, Jim Black, Charles Tolliver, Jules Buckley, Jeroen Van Herzeele, ... Ze speelde ook mee in orkesten en ensembles zoals Ghent Youth Jazz Orchestra, National Youth Jazz Orchestra, Metropole Orchestra, Federico Calcagno Octet, AM.OK, Jokke Schreurs Septet en Azbeul.
Claerhout heeft reeds op het podium gestaan van diverse festivals en concerthuizen, zoals North Sea Jazz Festival, London Jazz Festival, Gent Jazz, Jazz Middelheim, Dranouter Festival, Berlin Jazzfest, Gentse Feesten, Ancienne Belgique, De Roma, Flagey, en Concertgebouw Brugge. Naast concerten in België ging ze ook op tournee in Nederland, Duitsland, het Verenigd Koninkrijk en Japan.
Claerhout heeft verschillende eigen ensembles opgericht. Samen met Trui Amerlinck op contrabas, Gijs Idema op elektrische gitaar en Daniel Jonkers op drums vormt ze sinds 2016 het kwartet N∆BOU. Voormalige leden zijn Mathias Vercammen (drums) en Roeland Celis (gitaar), die meewerkten aan de debuut-ep en het eerste album. Het kwartet speelde aanvankelijk vooral covers van andere jazzmuzikanten. Sinds haar periode in Londen schrijft Claerhout zelf de muziek voor het kwartet en is hun stijl veranderd.
In 2019 brachten ze in eigen beheer hun debuut-ep Hubert uit, waarmee het kwartet een plaats veroverde in het Belgische jazzlandschap. Claerhout componeerde alle muziek voor de ep tijdens haar periode in het Verenigd Koninkrijk; enkel Components schreef ze al eerder. De ep werd genomineerd voor de SABAM Jazzcomponist 2019. In 2021 verscheen hun eerste album You Know, uitgebracht op Outnote Records, met lovende recensies. Deze plaat leverde Claerhout een plaats op als een van de Twintigers bij radiozender Klara, en een positie als artist-in-residence bij Flagey.
Daarnaast won Claerhout in 2021 de prijs Jong Jazztalent Gent, ter waarde van €10 000. Deze prijs kon niet worden verzilverd omdat de organisator, Gent Jazz, failliet ging. Met de steun van Rataplan kon Claerhout toch haar droom realiseren om een eigen trombone-ensemble op te richten, met wie ze een plaat opnam.
Het ensemble bestaat sinds 2022 uit 5 trombonisten, drums, contrabas en gitaar: Nabou Claerhout, Jeroen Verberne, Rory Ingham, Peter Delannoye (trombone), Tobias Herzog (bastrombone), Gijs Idema (gitaar), Cyrille Obermüller (contrabas) en Daniel Jonkers (drums). Claerhout koos hen uit op basis van “zowel specifieke klankkleuren als [...] persoonlijkheid. Het is belangrijk dat er een goed evenwicht is in het samenspel, maar ook dat iedere muzikant sterk genoeg is voor de solopartijen.” De muzikanten zijn afkomstig uit België, Nederland, Duitsland en het Verenigd Koninkrijk. Claerhout componeert en arrangeert het repertoire van het ensemble. Dit Trombone Ensemble Nabou Claerhout bracht in 2023 hun eerste, gelijknamige album uit op W.E.R.F. Records. Robin Eubanks werkte mee aan het album als gastmuzikant. Het album kreeg lovende recensies.
Claerhout is ook lid van het trio CLAERHOUT/BAAS/PEET. Ze ontmoette gitarist Reinier Baas en drummer Jamie Peet tijdens haar studies aan Codarts. Ze traden voor het eerst samen op toen Claerhout artist-in-residence was op het Brussels Jazz Festival in Flagey, in januari 2023.
Met zangeres en instrumentalist Lynn Cassiers vormt Claerhout een free/impro duo.  Ze experimenteren samen binnen de jazz en elektronische en ambiënte muziek en schrikken niet terug voor speciale effecten.
Verder was Claerhout artist-in-residence bij Rataplan (Antwerpen) voor het seizoen 2021-2022. In 2023 was ze artist-in-residence voor het Brussels Jazz Festival van Flagey. Met haar Trombone Ensemble en Robin Eubanks speelde ze in Studio 4.
Claerhout neemt ook deel aan projecten in de theaterwereld. Zo werkte ze mee aan het toneelstuk voor kinderen Hey Meredith! over Meredith Monk en tourt ze in het najaar van 2024 met de monoloog Adjusting Hope (Woodman/Het Laatste Bedrijf), waarbij ze livemuziek voorziet bij de woorden van Dirk Roofthooft. Ze werkt ook mee aan de jeugdvoorstelling FRAMED van Het Paleis. Daarnaast zal ze als artist in residence en huiscomponist haar eigen muziektheaterproductie creëren in 2026 voor LOD Muziektheater in Gent. 
Claerhout is aangesloten bij Aubergine Artist Management; haar bookings binnen de Benelux worden beheerd door Redcat Artists. Ze woont in Brussel met haar partner, gitarist Machiel Heremans.

## Muzikale stijl
Claerhouts muzikale stijl wordt omschreven als “klassiek en fris”. Ze combineert Europese, Amerikaanse en modale jazz in een modern jasje, met invloeden van rock, pop en fusion. Ze werkte ook mee aan projecten zoals een kindertheatervoorstelling over Meredith Monk en hedendaagse klassieke muziek met ensemble Ictus. Daarnaast experimenteert ze met elektronische effecten om klanken te vervormen of klankkleuren te onderzoeken. Zelf zegt Claerhout dat ze niet naar een specifieke stijl streeft. Ze wil in de eerste plaats experimenteren en uittesten wat mogelijk is. Omdat er minder trombonisten zijn, is er nog veel dat nog niet eerder geprobeerd werd. De trombone is voor haar dan ook een veelzijdig instrument: “Het klinkt als een mama: soms kordaat en hard als het moet, maar zelf laat ik liever de warme en lage klanken horen.”
Claerhouts eerste grote voorbeeld was Fred Wesley, “zowat de bekendste trombonespeler ter wereld”. Ze leerde hem kennen als kind en dat was voor haar een “openbaring, omdat [ze] het instrument tot dan toe enkel kon associëren met een klassiek concert. Wat Fred Wesley deed, wou [zij] ook doen.” Haar brede muzikale interesse was toen al aanwezig. Zelf luisterde ze vooral naar Earth, Wind and Fire, Prince, Maceo Parker, en Erykah Badu, maar via haar familie raakte ze ook vertrouwd met operaen artiesten zoals Skunk Anansie, Jacques Brel, en Destiny’s Child. Andere grote voorbeelden zijn Charlie Haden, Robin Eubanks en Mark Guiliana. Guiliana’s D.R.O.P.-systeem (Dynamic, Rate, Orchestration, Phrasing) is een van Claerhouts onderzoeksinteresses en ze gebruikt het als een bouwsteen in haar composities.
De muziek van anderen dient vaak als inspiratie voor haar eigen muziek. In de eerste plaats zijn dat haar medemuzikanten in haar diverse ensembles, maar Claerhout analyseert ook pop, jazz en klassiek, en beeldende kunst of sociale media kunnen evengoed een inspiratiebron zijn. Haar composities vertrekken vaak van een ritmische basis, en pas in de tweede plaats van harmonie en melodie. Ze werd hierin beïnvloed door de muziek van Fred Wesley en de ideeën van Mark Guiliana. Claerhout schrijft aan de piano en niet op trombone. Ze creëert graag complexe muziek die tegelijk toegankelijk is voor mensen zonder een theoretische achtergrond.